# Ambroise des Escotais
Ambroise des Escotais, señor de La Chevalerie, caballero de la orden de San Miguel, nació alrededor de 1550 en Parigné-le-Pôlin en el castillo de la Chevalerie (cerca de Le Mans en Francia) y murió en 1632 en el mismo lugar. Cercano al rey Enrique IV, desempeñó un papel importante durante las guerras de religión, especialmente durante la rendición de París (1594) en la que fue uno de los protagonistas principales.

## Biografía

### Orígenes y familia
Es el primer hijo de una antigua familia noble de Maine. El primero de los Escotais, Thibault, participó en la tercera cruzada en 1191 con Ricardo Corazón de León, y su linaje está atestiguado hasta Guillermo II de los Escotais que vivió en 1280  Su padre, Adam des Escotais, es señor de La Chevalerie y caballero de la orden de San Miguel. A través de su madre, Renée de Souvré, desciende también de una familia muy ilustre de Touraine. Su tío Gilles de Souvré fue tutor de Luis XIII, mariscal de Francia y caballero de la Orden del Espíritu Santo  Su bisabuelo materno, Antoine de Souvré, fue chambelán del rey
Se casó el 21 de junio de 1594 con Antonieta de la Houdinière, señora de Chantilly.

### Sexta y séptima guerras de religión
Durante la sexta (1574-1577) y la séptima (1579-1580) guerras de religión desempeñó el papel de negociador del rey de Francia Enrique III con el partido protestante.
Participó activamente en la negociación de la Paz de Bergerac (14 de septiembre de 1577) que se concretó con la firma del Edicto de Poitiers. Henri III de Navarra (futuro Enrique IV rey de Francia) lo menciona en varias ocasiones en su correspondencia como uno de los actores decisivos en las negociaciones con el partido católico.
Durante la séptima guerra de Religión, continúa en sus funciones de negociador junto a Enrique III de Navarra como intermediario en la corte de Navarra hasta la firma del tratado de Flaix (26 de noviembre de 1580). Catalina de Médicis (madre del rey Enrique III) y el futuro Enrique IV lo mencionan en su correspondencia privada como uno de los actores clave de esta paz.

### Octava guerra de religión
Durante la octava y última Guerra de Religión (1585-1598), pasó de un papel de diplomático al de hombre de guerra del lado católico. En particular, estuvo al mando del asedio de Chorges en 1586, donde estuvo al frente de un regimiento de 3.000 lansquenetes.
Ambroise jugó un papel decisivo en la captura de París por Enrique IV. Como miembro influyente del partido católico, se le da el mando de la artillería y del arsenal de la ciudad de París (en manos de los católicos). Participa en las negociaciones secretas entre Enrique IV, con quien tenía una estrecha relación, y Charles de Caussé, gobernador de París. En la noche del 21 de marzo de 1594, hace que las fuerzas de la ciudad se retiren para permitir que, al día siguiente por la mañana, Enrique IV entre triunfalmente en la ciudad.   Es inmortalizado en un cuadro de Charles-Jacques Lebel, pintor discípulo de David, titulado: "Los principales defensores de París deliberan si entregarán la ciudad a Enrique IV" y pintado en 1827.

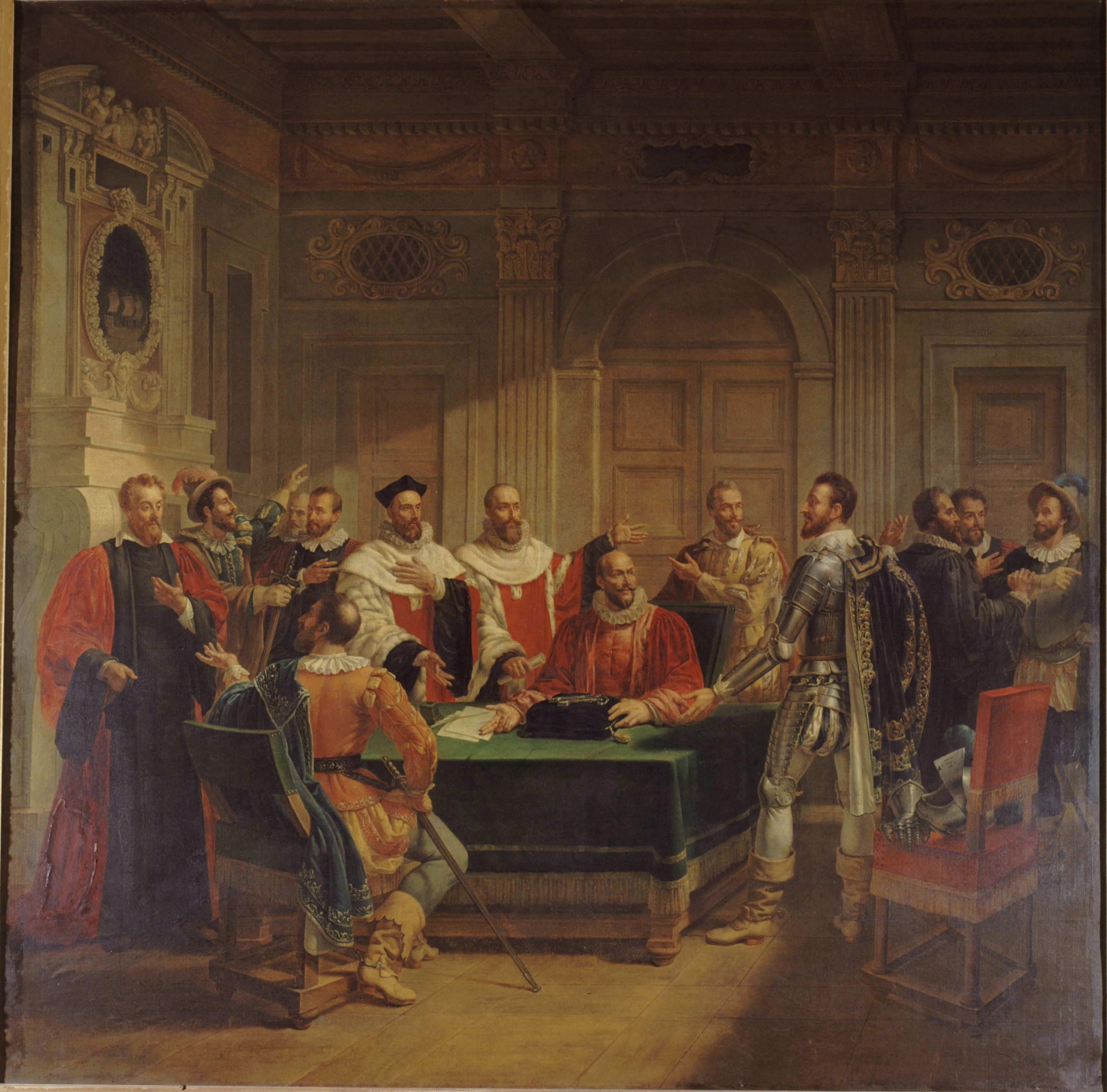
Los principales defensores de París deliberan sobre si devolverán la ciudad a Enrique IV por Charles-Jacques Lebel

### Después de las guerras
Pocos meses después de su participación en la rendición de París, el 21 de junio de 1594, se casó con la joven muy rica Antoinette de la Houdinière. Es la única hija de Antoine de la Houdinière, señor de Chantilly y Bueil y Lady Renée de Marsay.
Por su proximidad al rey (como negociador y luego como hombre de guerra a su lado) y por los servicios prestados, fue nombrado caballero de la orden de San Miguel, orden de caballería creada por Luis XI en 1469. También fue nombrado al mismo tiempo caballero ordinario de la alcoba del rey 

Collar de la Orden de San Miguel

En 1624, su hijo mayor, Ambroise II, se casó con Anne de Broc. Es hija de Françoise de Montmorency-Fosseux, amante de Enrique IV de 1579 a 1581 cuando aún era rey de Navarra. Gracias a la influencia de su suegro Ambroise y de su madre, Ana obtuvo tras su matrimonio el tan deseado puesto de compañera de la reina Ana de Austria (esposa de Luis XIII y madre de Luis XIV ).
Ambroise murió el 10 de junio de 1632 a la edad de 80 años en el castillo de la Chevalerie.

### Fondos de archivo
- Fonds : BMS Parigné-le-Pôlin (1594-1673).  Cote : 1MI 1244 R1. Archives départementales de la Sarthe (présentation en ligne).

- Fonds : Chérin.  Cote : Français 31635. Bibliothèque Nationale de France (présentation en ligne).
- Fonds : Cabinet d'Hozier.  Cote : Français 31008. Bibliothèque Nationale de France (présentation en ligne).
- Fonds : Cabinet des titres.  Cote : Français 32403. Bibliothèque Nationale de France (présentation en ligne).
- Fonds : Registres des délibérations du bureau de la ville de Paris.  Cote : Acte CCC, f 240. Archives de Paris.

### Obras
- Alphonse Angot, Diccionario histórico, topográfico y biográfico de Mayenne, volumen 2, 1900-1910, Leer en línea
- Nicolas Viton de Saint-Allais, Nobleza universal de Francia, volumen 4, París, Bachelin-Deflorenne, 1873, Leer en línea
- Héctor de La Ferrière, Cartas de Catalina de Medici, volumen 7, París, Leer en línea
- Jules Berger de Xivrey, Colección de misivas de Enrique IV, volumen 1, París, 1843-1858, Leer en línea
- Ambroise Ledru, Historia de la casa de Broc, Mamers, 1898
- Sociedad Arqueológica de Touraine, Boletín de la Sociedad Arqueológica de Touraine, volumen XLI, Tours, 1985, Leer en línea